# Earophila obscurata
Earophila obscurata är en fjärilsart som beskrevs av Barend J. Lempke 1950. Earophila obscurata ingår i släktet Earophila och familjen mätare. Inga underarter finns listade i Catalogue of Life.